# 克雷西昂蓬蒂约
克雷西昂蓬蒂约（法語：Crécy-en-Ponthieu，法語發音：[kʁesi ɑ̃ pɔ̃tjø]）是法国上法蘭西大區索姆省的一个市镇，属于阿布维尔区。该市镇2009年时的人口为1,436人。

## 人口
克雷西昂蓬蒂约人口变化图示
| 数据来源：INSEE |